# Dom Roberto
Pour plus de détails, voir Fiche technique et Distribution.
Dom Roberto est un film portugais réalisé Par Ernesto de Sousa, sorti en 1962. Il est considéré comme le premier film du Novo Cinema.

## Fiche technique
- Titre : Dom Roberto
- Réalisation : Ernesto de Sousa
- Scénario : Leão Penedo d'après les poèmes d'Alexandre O'Neill
- Musique : Armando Santiago
- Photographie : Abel Escoto
- Montage : Pablo G. del Amo
- Production : Rafael Pena e Costa
- Société de production : Cooperativa do Espectador
- Société de distribution : Cinéfil (France)
- Pays :  Portugal
- Genre : Comédie dramatique
- Durée : 102 minutes
- Dates de sortie : 
  -  Portugal : 30 mai 1962
  -  France : 16 juin 1966

## Distribution
- Raul Solnado : João Barbelas dit "Dom Roberto", un montreur de marionnettes de Lisbonne qui se retrouve à la rue
- Glicínia Quartin : Maria, une jeune désespérée dont il s'éprénd
- Nicolau Breyner : l'homme en noir
- Rui Mendes : Seraphim
- Luis Cerqueira : Gabriel
- Fernanda Alves : Ivone